# Rospigliani
Rospigliani est une commune française située dans la circonscription départementale de la Haute-Corse et le territoire de la collectivité de Corse. Elle appartient à l'ancienne piève de Vivario.

## Géographie

### Situation
Rospigliani (Ruspigliani) est une commune de montagne de l'intérieur de l'île, située en rive droite de la vallée du Vecchio et s'étendant des flancs du Monte Rotondo et du Monte d'Oro jusqu'au Tavignano.
Au XVIIIe siècle, c'était encore une communauté de l'ancienne piève de Rogna avant de devenir membre du canton de Vezzani à partir de 1793.
Elle fait depuis 2015 partie du canton de Fiumorbo-Castello. Bien que limitrophe du parc naturel régional de Corse (P.N.R.C.), elle n'en est pas adhérente.
Communes limitrophes

### Géologie et relief

#### Géologie

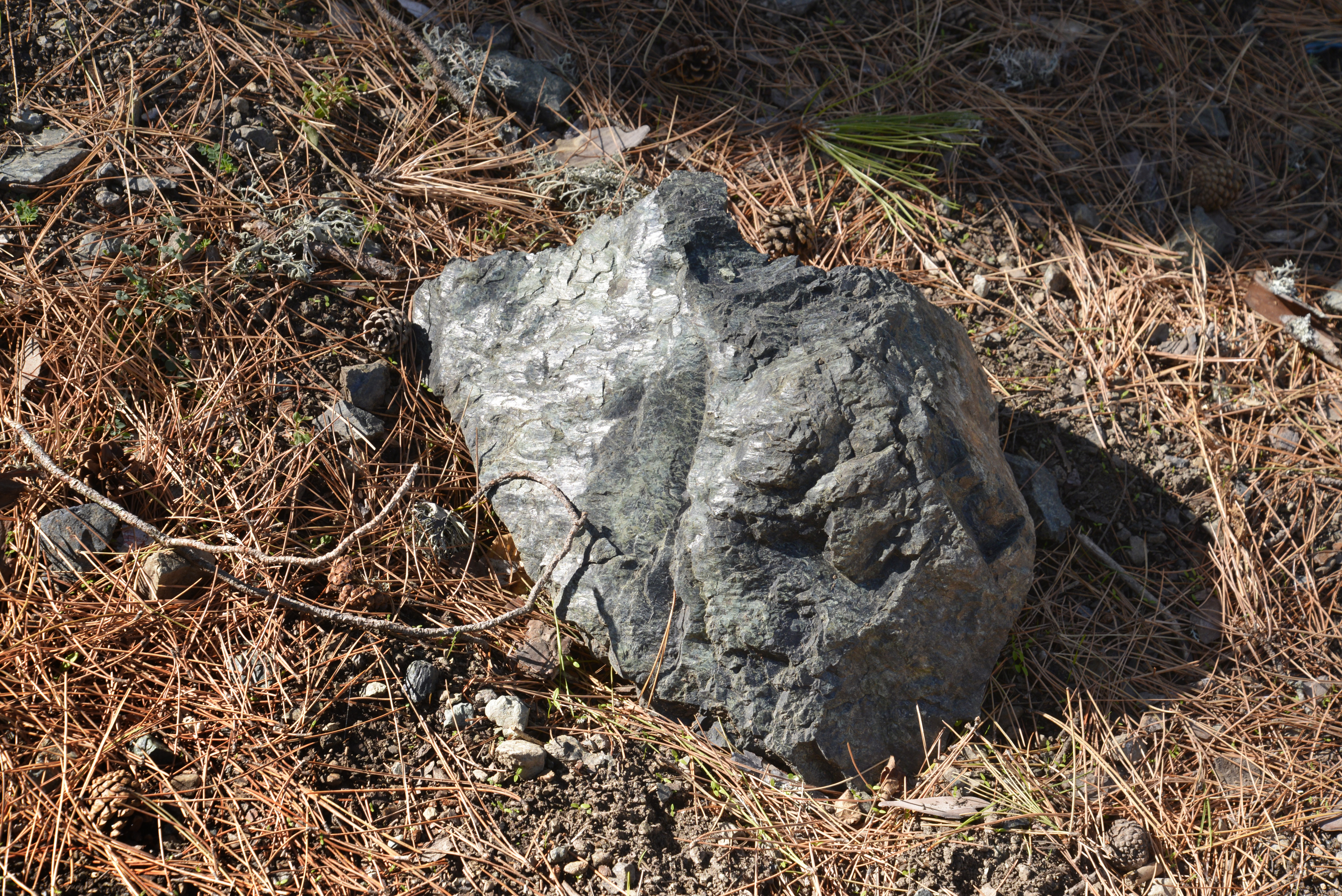
Schiste lustré dans la forêt de Padule.

La commune se situe au sud de la série de la Castagniccia qui est un ensemble mal connu et auquel elle est intégrée. Les natures des limites de l’entité hydrogéologique avec les bassins sédimentaires de Francardo, Ponte-Leccia et Solenzara, la plaine alluviale de la Marana¬Casinca, la Plaine orientale et le socle granitique sont inconnues.
Elle est dans le prolongement méridional du massif du Monte San Petrone dont les diverses ramifications sont essentiellement formées par les schistes à mica blanc avec bancs de calcaires phylliteux surmontés par les schistes verts amphiboliques à glaucophane, au sein desquels les roches vertes intrusives sont très abondantes. Cet ensemble de sédiments, mais principalement les schistes à mica blanc avec bancs de calcaires phylliteux, forme les terrains de la rive gauche du Tavignano ; sur la rive droite, l'érosion a été intense. Ces sédiments sont quelquefois surmontés par des masses importantes de calcaires et de schistes verts amphiboliques intrusives. Les « schistes lustrés » ont pour substratum la protogine qui est un granite alcalin, présentant aussi quelquefois les caractères d'une granulite.

« Souvent le tout est très tourmenté, plissé, plissoté, écrasé, broyé, ce que l'on remarque surtout en se rapprochant de Noceta, c'est-à-dire de la limite occidentale des schistes lustrés sur lesquels sont finalement les masses importantes de schistes et de poudingue de Venaco appartenant au nummulitique. »

— D. Hollande in Géologie de la Corse, Bulletin de la Société des Sciences historiques et naturelles de la Corse - Imprimerie Allier Frères 16, cours de Saint-André Grenoble, janvier 1917 - p. 107.

#### Relief
Rospigliani occupe partie des flancs septentrionaux de la Punta Paglia (altitude 1 528 m) au nord du Renoso, massif de la « Corse cristalline », à roches magmatiques, qui comprend les deux tiers de l'île à l'ouest de l'axe dépressionnaire central allant de L'Île-Rousse à Solenzara en passant par Corte.
Son territoire représente le bassin versant du ruisseau de Lavagnano, un affluent rive droite du Tavignano qui coule au nord.

En 1866 Rospigliani et Noceta ont cédé des territoires communaux pour la création de Casevecchie qui était leur « plaine ». Aujourd'hui ses limites territoriales sont en grande partie naturelles, soit des lignes de crête ceinturant le bassin versant du Lavagnano. Elle est cernée à l'est par Altiani et Vezzani, et à l'ouest par Noceta.
- À l'est, depuis la pointe de Ruja (altitude 509 m) au nord, la démarcation coupée par le lit du ruisseau de Lavagnano à la côte 220, se dirige au sud-est vers la pointe Muracinto (654 m), extrémité orientale de la commune, avant de se diriger vers la punta Paglia, proche de son extrémité méridionale à 1 460 m d'altitude[Note 2], via la punta de la Ringhella (834 m), la punta di Tana (1 279 m) et la punta d'Eria (1 222 m).
- À l'ouest, la démarcation prend la direction sud en suivant la ligne de crête qui passe par la punta Bagliacone (altitude 784 m), la punta di Butrone (728 m), le col de Croce (644 m) sur la route D 43, le rocher de Rasella (836 m) qui domine le village à l'ouest, d'où elle repart en droite ligne jusqu'au lit du ruisseau de Grado[3] après avoir coupé la route D343 avant de rejoindre en droite ligne son culmen 1 460 m à l'extrémité méridionale.

### Hydrographie
Sur son territoire relativement réduit (superficie de 9,82 km2), le réseau hydrographique est très dense. Il est le bassin versant du ruisseau de Lavagnano affluent rive droite du Tavignano qui ne longe ni ne traverse la commune. Dans chaque pli du relief court un ruisseau ; les principaux ont pour nom : ruisseau d'Isola Marzolina et ruisseau de Grottarse. Tous deux sont tributaires du Lavagnano (ou ruisseau de Canapeo en amont), long de 6,1 km et qui a sa source sur la commune.
Les sources et fontaines sont nombreuses. Pour celles qui sont nommées sur les cartes, citons : sources captées de Limosa et de Sambuco, fontaines de Padula, d'Erbajo, de Vaccili, d'Aja Longa, de Cicciani, de Purcaja, de Pinzalone, de Truenda, de Pasciola.

### Climat et végétation

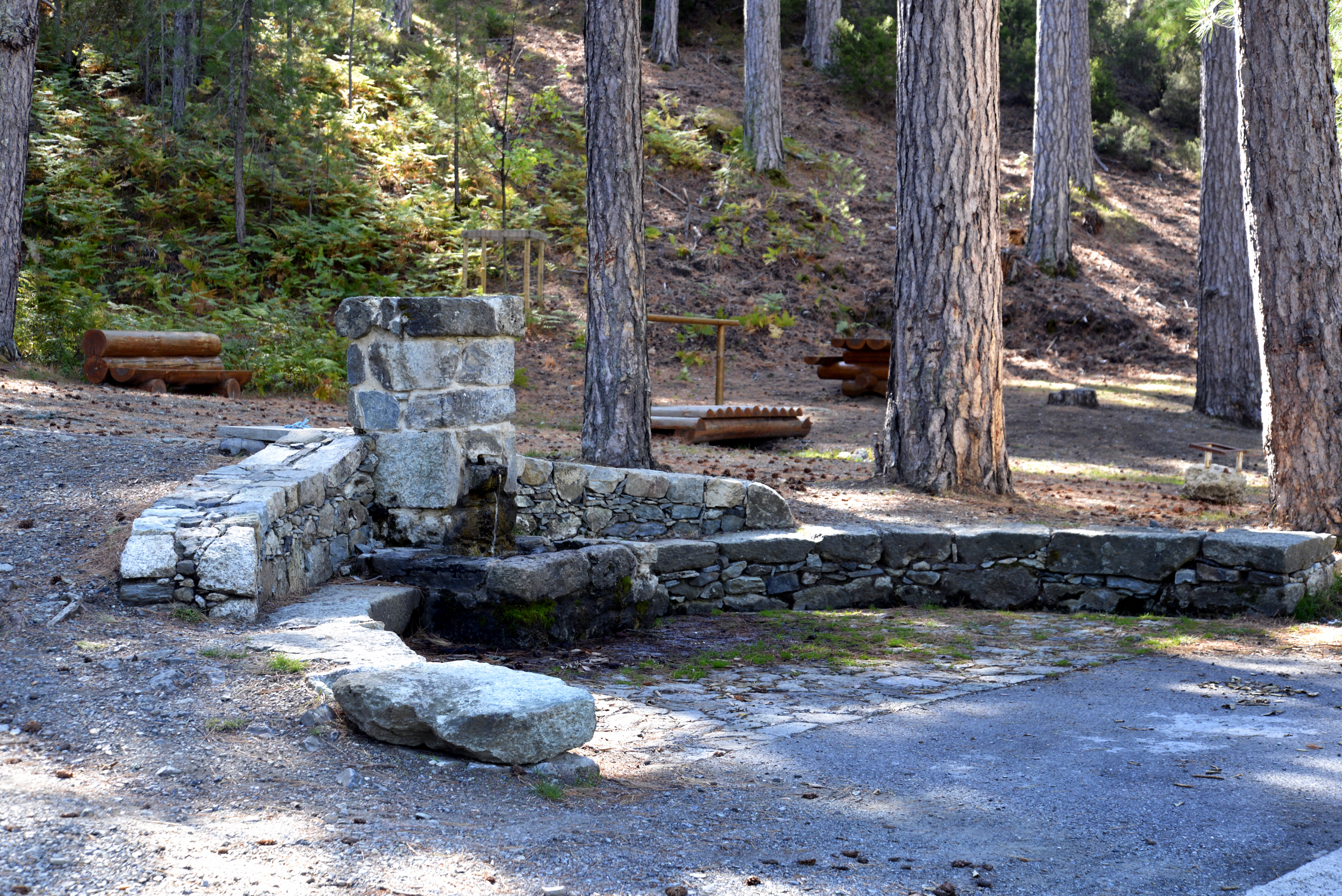
Fontaine de Padula.

Rospigliani est une commune rurale de l'intérieur, de moyenne montagne, verte et boisée. La zone habitée se situe à une altitude d'environ 650 m. Elle bénéficie d'un climat méditerranéen, avec des étés chauds mais toutefois plus tempérés que sur le littoral. Du fait de sa situation, les hivers y sont rigoureux, la neige présente sur les hauteurs parfois plusieurs jours de l'année. Les vents dominants sont ceux orientés du nord au sud-est, soit la tramontana nordique, froide et humide en hiver, le grecale (ou nordet pour les marins) vent du nord-est apportant en hiver froid et neige, le levente vent d'est et le sirocco vent chaud du sud, souvent chargé de particules rouges de sable.
Les précipitations sont quelquefois fortes ; mais aucune catastrophe naturelle ou technologique n'y a été encore recensée. Le risque majeur demeure les incendies qui pour l'instant ont épargné la commune.
Les confins du secteur méridional de la commune, le plus en altitude, sont couverts par la forêt territoriale de Rospa-Sorba. En contrebas de cette forêt, se trouvent les forêts communales de Noceta ou forêt de Padula, de Rospigliani, de Vezzani et de Pietroso, qui occupaient les parties basses de l'ancienne forêt royale et qui sont soumises au régime forestier par décret du 19 mai 1857. Ce sont toutes des forêts de conifères (laricio).

La forêt de Padula, d'une superficie de 237,72 ha, s'est agrandie d'une surface de 15,65 ha en 1990 par suite de l'acquisition par la commune de terrains appartenant à des particuliers. Ces terrains sont soumises au régime forestier par décret du 26 avril 1991. Elle descend jusqu'à l'altitude de 670 m, au-dessus des premières maisons du village.

S'y trouve le stade Campo Rosso, l'ancien terrain de football de la commune de Vezzani.
La châtaigneraie habille les abords du village et une grande partie de son territoire urbanisé, située entre 500 et 700 mètres, comme la quasi-totalité des villages de l'intérieur de l'île. À l'alentour, le chêne vert est majoritaire. Les parties basses de la commune sont couvertes d'un épais maquis.

### Voies de communication et transports

#### Accès routiers
Deux routes départementales traversent la commune :
- la D 43 reliant Aléria à Venaco via Antisanti, Rospigliani et Noceta. La D 43 dessert le village ;
- la D 343 reliant Aléria à Vivario via Maison-Pierragi (Pietroso), Pietroso village et Muracciole.

#### Transports
La gare la plus proche est celle de Vivario, distante de 16 kilomètres par la route.

Le village est distant, par route, de :
- 71,6 km de l'aéroport d'Ajaccio Napoléon Bonaparte et 72 km de son port de commerce ;
- 76,5 km de l'aéroport de Bastia Poretta  et 92,4 km de son port de commerce ;
- 108 km de l'aéroport de Calvi-Sainte-Catherine et 86,1 km du port de commerce de L'Île-Rousse.

## Urbanisme

### Typologie
Au 1er janvier 2024, Rospigliani est catégorisée commune rurale à habitat très dispersé, selon la nouvelle grille communale de densité à sept niveaux définie par l'Insee en 2022.
Elle est située hors unité urbaine. Par ailleurs la commune fait partie de l'aire d'attraction de Corte, dont elle est une commune de la couronne,. Cette aire, qui regroupe 34 communes, est catégorisée dans les aires de moins de 50 000 habitants,.

### Occupation des sols
L'occupation des sols de la commune, telle qu'elle ressort de la base de données européenne d’occupation biophysique des sols Corine Land Cover (CLC), est marquée par l'importance des forêts et milieux semi-naturels (95,2 % en 2018), néanmoins en diminution par rapport à 1990 (100 %). La répartition détaillée en 2018 est la suivante : 
milieux à végétation arbustive et/ou herbacée (63,6 %), forêts (31,6 %), zones agricoles hétérogènes (4,7 %). L'évolution de l’occupation des sols de la commune et de ses infrastructures peut être observée sur les différentes représentations cartographiques du territoire : la carte de Cassini (XVIIIe siècle), la carte d'état-major (1820-1866) et les cartes ou photos aériennes de l'IGN pour la période actuelle (1950 à aujourd'hui).

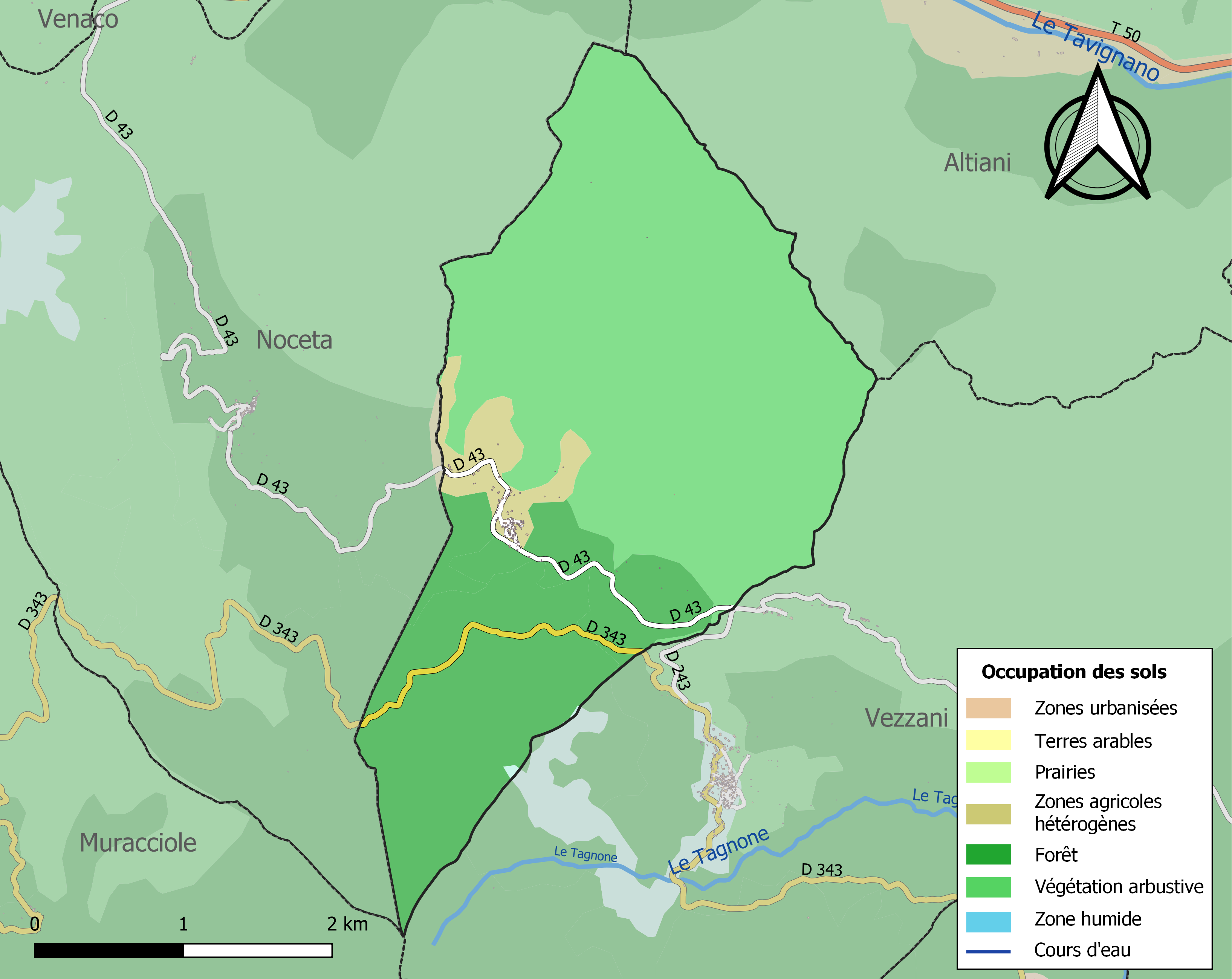
Carte des infrastructures et de l'occupation des sols de la commune en 2018 (CLC).

## Histoire

### Moyen Âge
En fin du XVe siècle, le territoire était celui de la pieve de Rogna, qui avait pour lieux habités : Vivario (composé de li Gati, le Murachiole, Arche), Herbajolo, la Valle di Sera, la Fosigia, la Lamella, Altiani, lo Petragio, lo Pè di la Corte, lo Lunello, Porra, lo Piano Buono, la Petra Serena, Santa Maria de Talsini, Corte, Omessa, Santa Lutia, Tralunca, lo Soarello, Castirla. Rogna relevait du diocèse d'Aléria.

### Temps modernes
- Vers 1520, la Rogna que le Tavignano partage en deux parties inégales, comptait environ 4 250 habitants[11]. Elle contenait environ huit cent cinquante feux.

« Dans la piève de Rogna, au-delà de la rivière (Tavignano), se trouve le pays de Vivario qui contient trois villages, le Muracciuole, le Arche et li Gatti ; trois autres se trouvent presque en dehors de Vivario, ce sont Noceta, Rospigliani et Antisanti, qui est le village le plus considérable des trois. »

— Agostino Giustiniani in Description de la Corse - Histoire de la Corse, traduction de l'Abbé Letteron - Tome I, p. 34.
- Au début du XVIIIe siècle, l’abbé Francesco Maria Accinelli à qui Gênes avait demandé une estimation des populations de Corse, avait rédigé un texte manuscrit en langue italienne à partir des registres des paroisses.

« L’ultima di questa Giurisditione è la pieue di Rogna con 2380.abitanti compartiti in 850.fuoghi, passa in mezzo di questa il fiume Tauignani, che auendo la sua /260/ Sorgente dal monte Gualango in uicinanza del lago Creno, scende al luogo di Corte, et in uista di un ponte e del Conuento de Frati minori di S.Francesco, riceue nelle sue acque il fiume Restonica, e uicino al Ponte detto dell’Elice il fiuminale detto fiume, longhissima di Sito è questa Pieue, mentre ancora essa dalle spiagge della distrutta Alleria, continua sino à monti detti dell’oro. Li  suoi Uillaggi sono Uiuario, Moracciola, Peri, Catti, Noceta, Rospigliani, et Antisanti, in uicinanza del quale in longa pianura è il Procoio detta di SS.ri Scaglia Genouesi, gli altri luoghi sono Giucagio, Pancaraccia, Pietraserena, Piedicorte di grigio, Altiani, Fogiccia, Arbagiola, e Casanoua : termina con questa Pieue la Giurisditione di Corte, e qui anco la descrittione Geografica dell’Isola. »

— Francesco Maria Accinelli in L’histoire de la Corse vue par un Génois du XVIIIe siècle - Transcription d’un manuscrit de Gênes - ADECEC Cervioni et l’Association FRANCISCORSA Bastia 1974

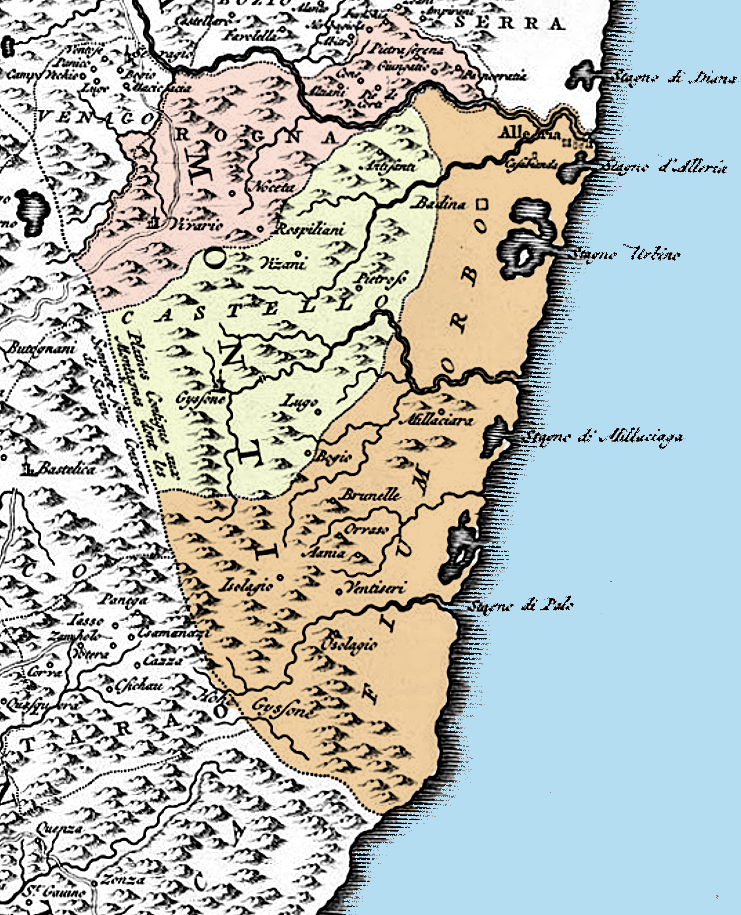
Les pievi de Rogna, Castello et Fiumorbu, sur la carte du capitaine Vogt (1737).

- Au début du XVIIIe siècle la Rogna subira plusieurs découpages, pour la création des pièves de Talcini et de Bozio.
- 1737 - Rospigliani paraît dans la piève de Rogna sur la carte : L'Isle de Corse apartenante à la République de Genes présentement divisée et soulevée sous les ordres du Baron de Neuhoff élu Roy de Corse sous le nom de Theodore Premier du capitaine L. Vogt (1737).
- 1768 - L'île passe sous administration militaire française.
- 1789 - La Corse appartient au royaume de France. Rospigliani se trouve dans le ressort de la juridiction royale de Corte. Survient la Révolution française qui supprime les juridictions royales. La Constituante divise la France en 83 départements.
- 1790 - Le département de Corse est créé avec Bastia pour préfecture. Les anciennes communautés ou paroisses prennent le nom de communes. La piève de Rogna devient le canton de Rogna.
- 1791 - Corte devient chef-lieu du département ; le siège de l’évêché est fixé à Ajaccio.
- 1793 - An II. la Convention divise l'île en deux départements : El Golo (l'actuelle Haute-Corse) et Liamone (l'actuelle Corse-du-Sud) sont créés. La commune porte le nom de Rospigliani et intègre le nouveau canton de Sorba (issu de la piève de Castello), dans le district de Corte et le département d'El Golo.
- 1794 - Le 19 juin, une Consulte générale du peuple corse à Corte vote une constitution qui fait de la Corse une nation indépendante sous la protection de l’Angleterre. Naissance du Royaume de Corse (1794-1796).
- 1796 - L’ordre est donné à Sir Elliot d’évacuer la Corse. Les troupes françaises reprennent l'île.
- 1801 - Sous le Consulat[Note 5], la commune de Rospigliani est dans le canton de Sorba, l'arrondissement de Corte, dans le département d'El Golo.
- 1811 - Les départements d'El Golo et du Liamone sont fusionnés pour former le département de Corse.
- 1828 - Le canton de Sorba devient le canton de Vezzani.
- 1866 - Est créée la commune de Casevecchie par transfert de territoires communaux de Noceta et de Rospigliani.
- 1896 - Construction de l'église paroissiale Saint-Martin de Tours, en remplacement d'une plus ancienne qui se trouvait de l'autre côté du ruisseau de Tragone.

### Époque contemporaine
- 1954 - Le canton de Vezzani était composé avec les communes de Aghione, Antisanti, Casevecchie, Noceta, Pietroso, Rospigliani et Vezzani.
- 1975 - L'île est à nouveau divisée en deux départements : Haute-Corse et Corse-du-Sud. Rospigliani se trouve dans celui de Haute-Corse.

## Politique et administration

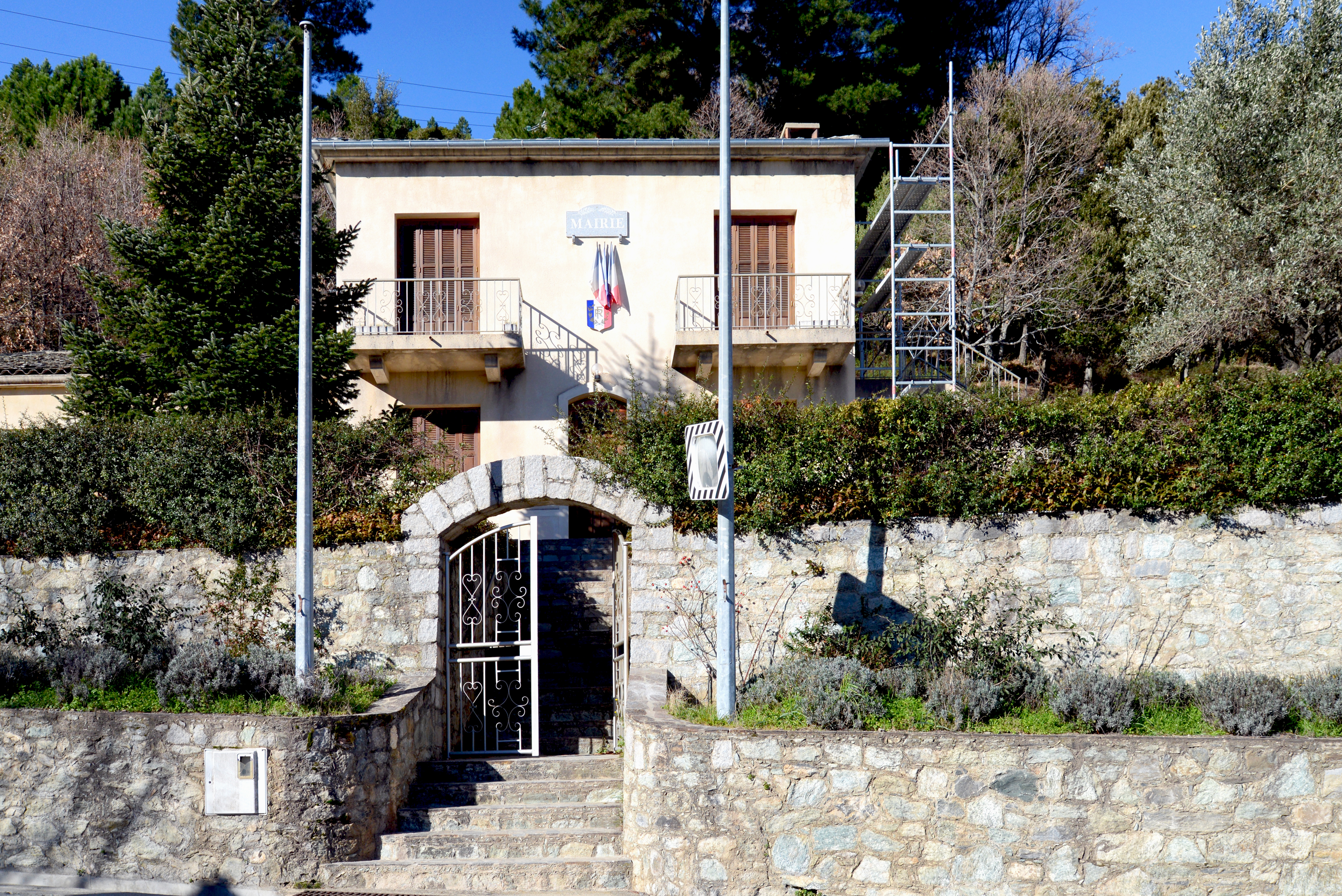
La mairie.

### Liste des maires
| Période                                  | Période  | Identité          | Étiquette | Qualité                             |
| ---------------------------------------- | -------- | ----------------- | --------- | ----------------------------------- |
| mars 2008                                | En cours | Paul-Jean Peraldi | PRG       | Retraité, ancien conseiller général |
| Les données manquantes sont à compléter. |          |                   |           |                                     |

## Population et société

### Démographie
L'évolution du nombre d'habitants est connue à travers les recensements de la population effectués dans la commune depuis 1800. Pour les communes de moins de 10 000 habitants, une enquête de recensement portant sur toute la population est réalisée tous les cinq ans, les populations de référence des années intermédiaires étant quant à elles estimées par interpolation ou extrapolation. Pour la commune, le premier recensement exhaustif entrant dans le cadre du nouveau dispositif a été réalisé en 2004.

En 2022, la commune comptait 70 habitants, en évolution de −2,78 % par rapport à 2016 (Haute-Corse : +5,15 %, France hors Mayotte : +2,11 %).
| 1800 | 1806 | 1821 | 1831 | 1836 | 1841 | 1846 | 1851 | 1856 |
| ---- | ---- | ---- | ---- | ---- | ---- | ---- | ---- | ---- |
| 116  | 115  | 161  | 203  | 203  | 217  | 225  | 354  | 307  |

| 1861 | 1866 | 1872 | 1876 | 1881 | 1886 | 1891 | 1896 | 1901 |
| ---- | ---- | ---- | ---- | ---- | ---- | ---- | ---- | ---- |
| 354  | 341  | 227  | 241  | 233  | 270  | 274  | 247  | 267  |

| 1906 | 1911 | 1921 | 1926 | 1931 | 1936 | 1946 | 1954 | 1962 |
| ---- | ---- | ---- | ---- | ---- | ---- | ---- | ---- | ---- |
| 284  | 293  | 273  | 267  | 256  | 243  | 209  | 141  | 122  |

| 1968 | 1975 | 1982 | 1990 | 1999 | 2004 | 2006 | 2009 | 2014 |
| ---- | ---- | ---- | ---- | ---- | ---- | ---- | ---- | ---- |
| 121  | 95   | 72   | 62   | 78   | 83   | 81   | 84   | 80   |

| 2019 | 2022 | - | - | - | - | - | - | - |
| ---- | ---- | - | - | - | - | - | - | - |
| 69   | 70   | - | - | - | - | - | - | - |

### Enseignement
Il n'y a pas d'établissement scolaire à Rospigliani.
Les écoles élémentaires les plus proches se trouvent à Vezzani et à Vivario. Les collège et lycée les plus proches sont le collège et le lycée Pascal-Paoli de Corte.

### Santé
Le village est distant de 25 km de l'hôpital régional de Corte qui est jumelé avec celui de Tattone. Médecin et pharmacie les plus proches se trouvent à Venaco. Le cabinet infirmier le plus proche est installé à Vezzani.

### Manifestations culturelles et festivités

#### Fête du bois et de la forêt

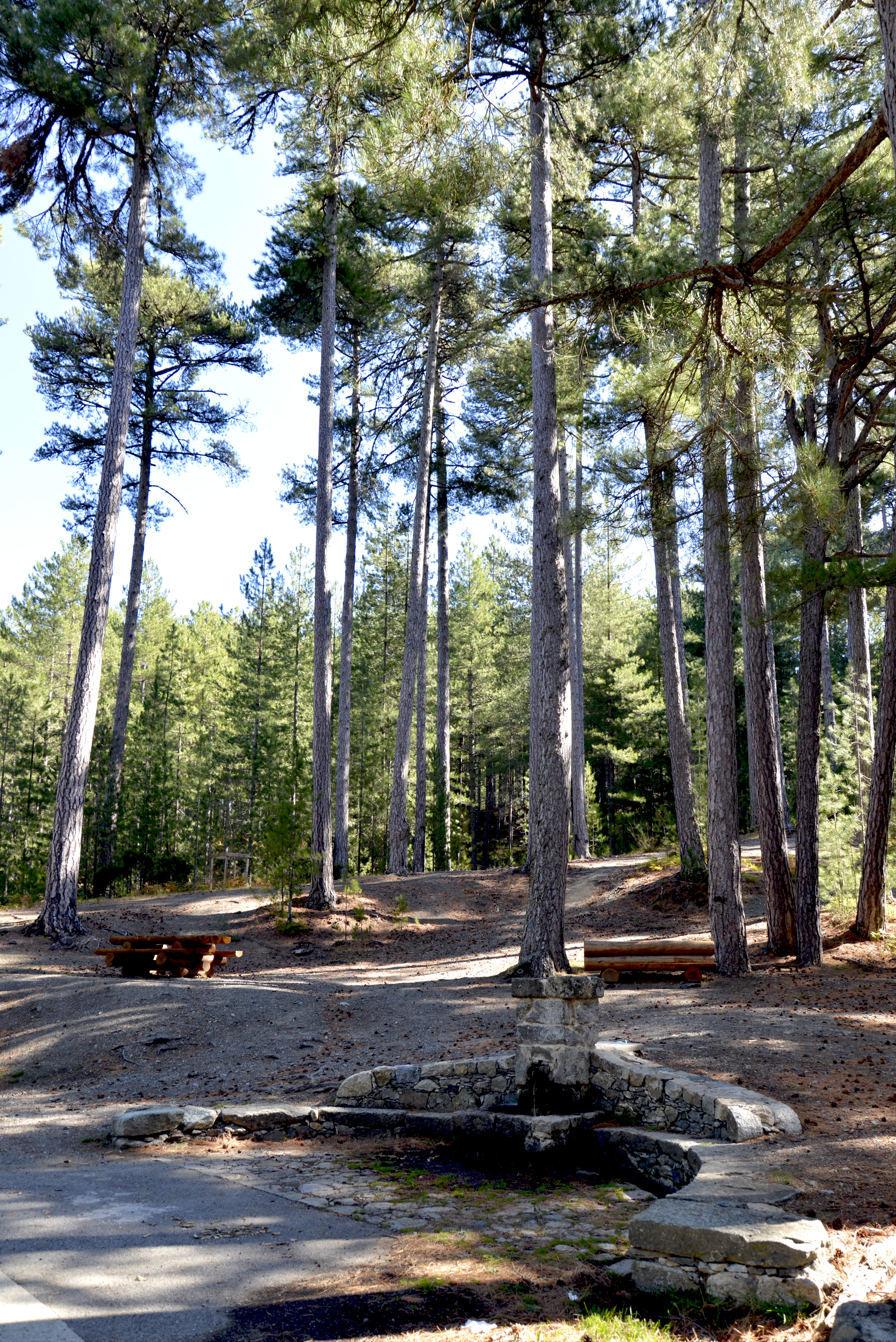
Fontaine de Padule.

Rospigliani est partenaire de la commune de Vezzani pour la Festa di u legnu è di a furesta (« Fête du bois et de la forêt ») qui est organisée chaque année au mois d'août par l'association a Leva, à la fois au village de Vezzani et dans la forêt de Padula.

### Culte
Le culte pratiqué à Rospigliani est le catholicisme. Le seul lieu de culte existant est l'église paroissiale Saint-Martin de Tours. La paroisse fait partie de l'ensemble interparoissial de Venaco-Vezzani et le Bozio ; elle relève du diocèse d'Ajaccio.

## Culture locale et patrimoine
La commune de Rospigliani n'a aucun patrimoine architecturel ou patrimoine mobilier recensé au titre des Monuments historiques.
Toutefois, divers édifices font l'objet d'une liste à l'Inventaire préliminaire du patrimoine de la Corse (bâti) sur la base de territoires pertinents (micro-régions de la Corse).

### Lieux et monuments

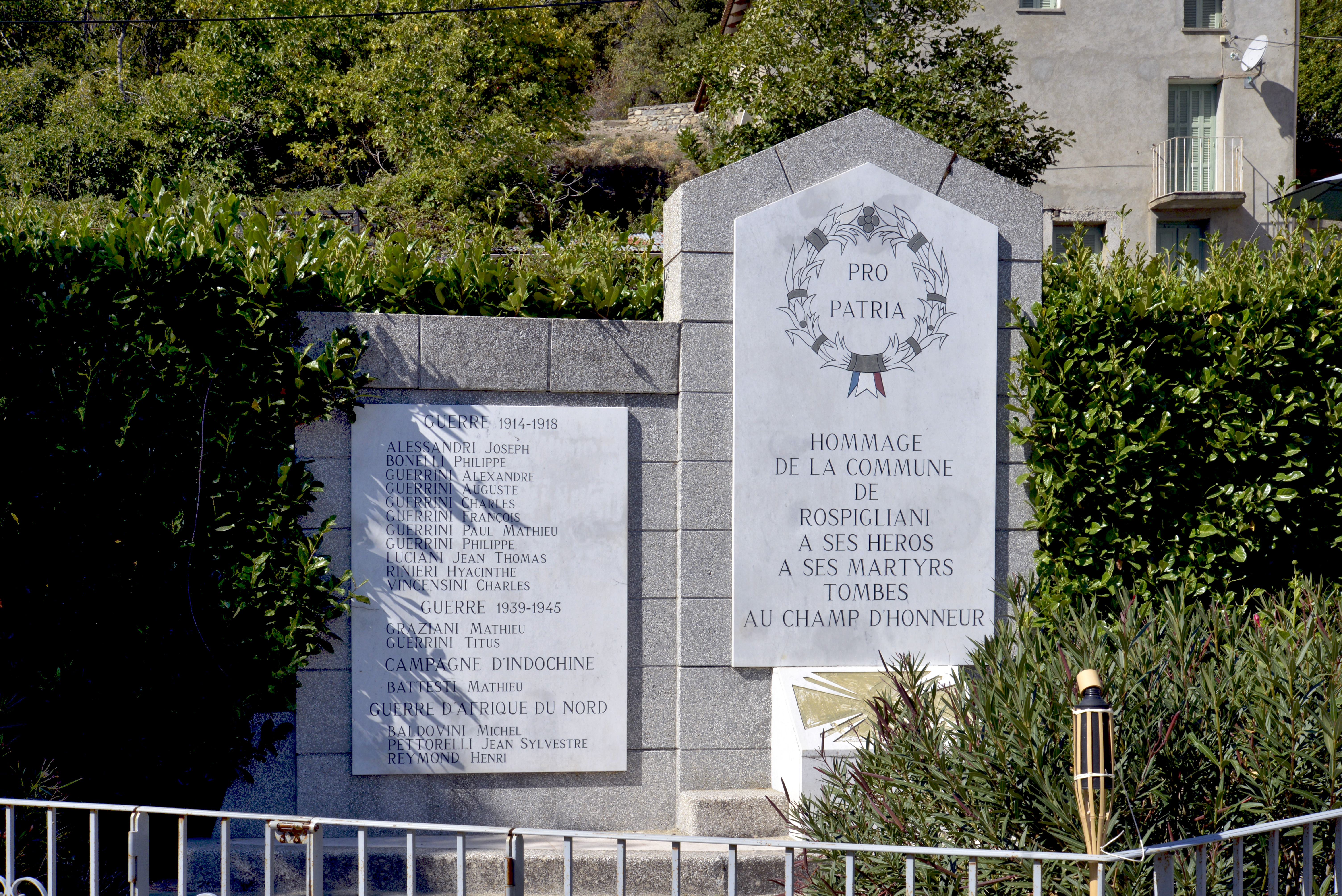
Monument aux morts.

- Le monument aux Morts, situé place de l'église.

#### Église Saint-Martin de Tours
L'église paroissiale Saint-Martin de Tours date de 1896, comme l'atteste la plaque de marbre apposée au-dessus du portail : D.O.M MUNIFICENTIA POPULI ET SOLERTIA PAROCHI A.F. COLONNA DIVO MARTINO DICATUM AN. DOM. MDCCCXCVI. Elle remplace l'ancienne église qui se trouvait de l'autre côté du ruisseau de Tragone. C'est un édifice de plan allongé à chevet plat, formé d'une nef à un vaisseau. Ses façades en moellons de pierres, autrefois enduites, ont retrouvé leur premier aspect au début du siècle présent. Le clocher actuel, une tour de cinq niveaux, a été réalisé au cours du XXe siècle, en remplacement de l'ancien bâti en pierre de granite taillé. La façade principale présente une petite niche à dévotion. Des portes sont sur chaque façade latérale. Son chevet est la sacristie. Tout comme ses façades sans ornement, l'intérieur est austère. S'y trouvent des statues du Christ, de la Vierge et de saints qui ornent les piliers, un chemin de croix en bois sculpté ainsi qu'une plaque commémorative en honneur des morts de la Première Guerre mondiale.

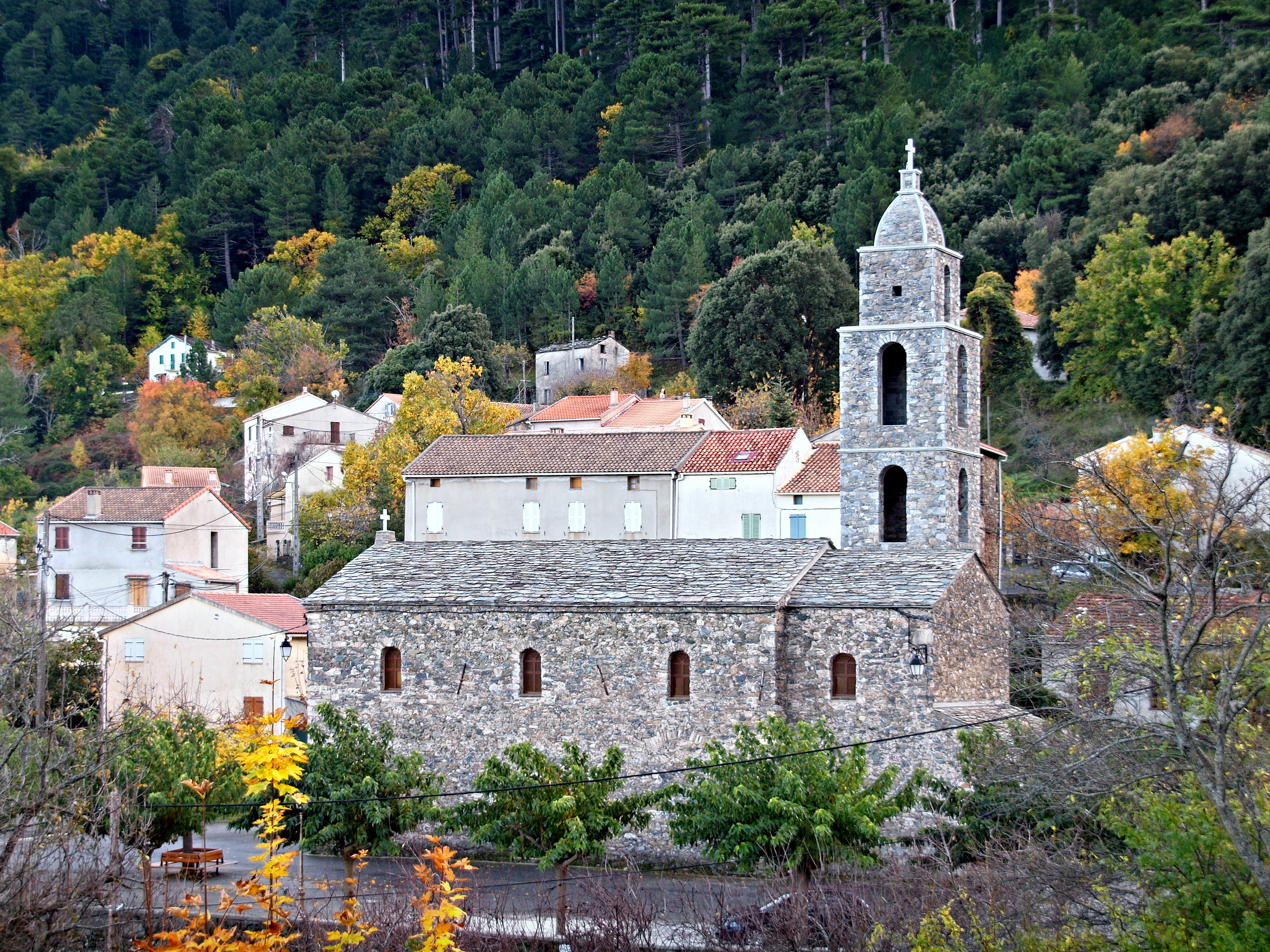
L'église paroissiale Saint-Martin.
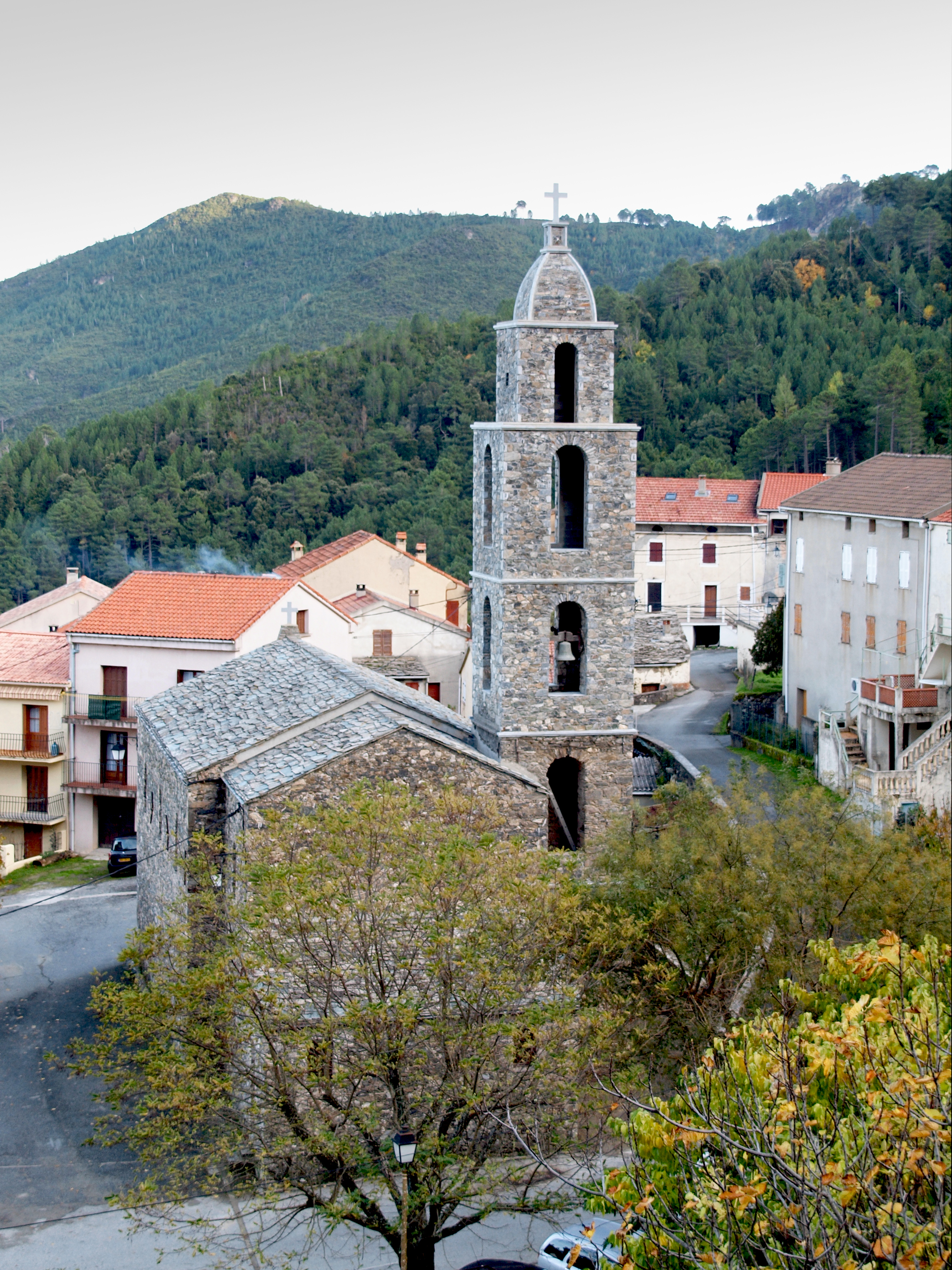
Vue du chevet et clocher.
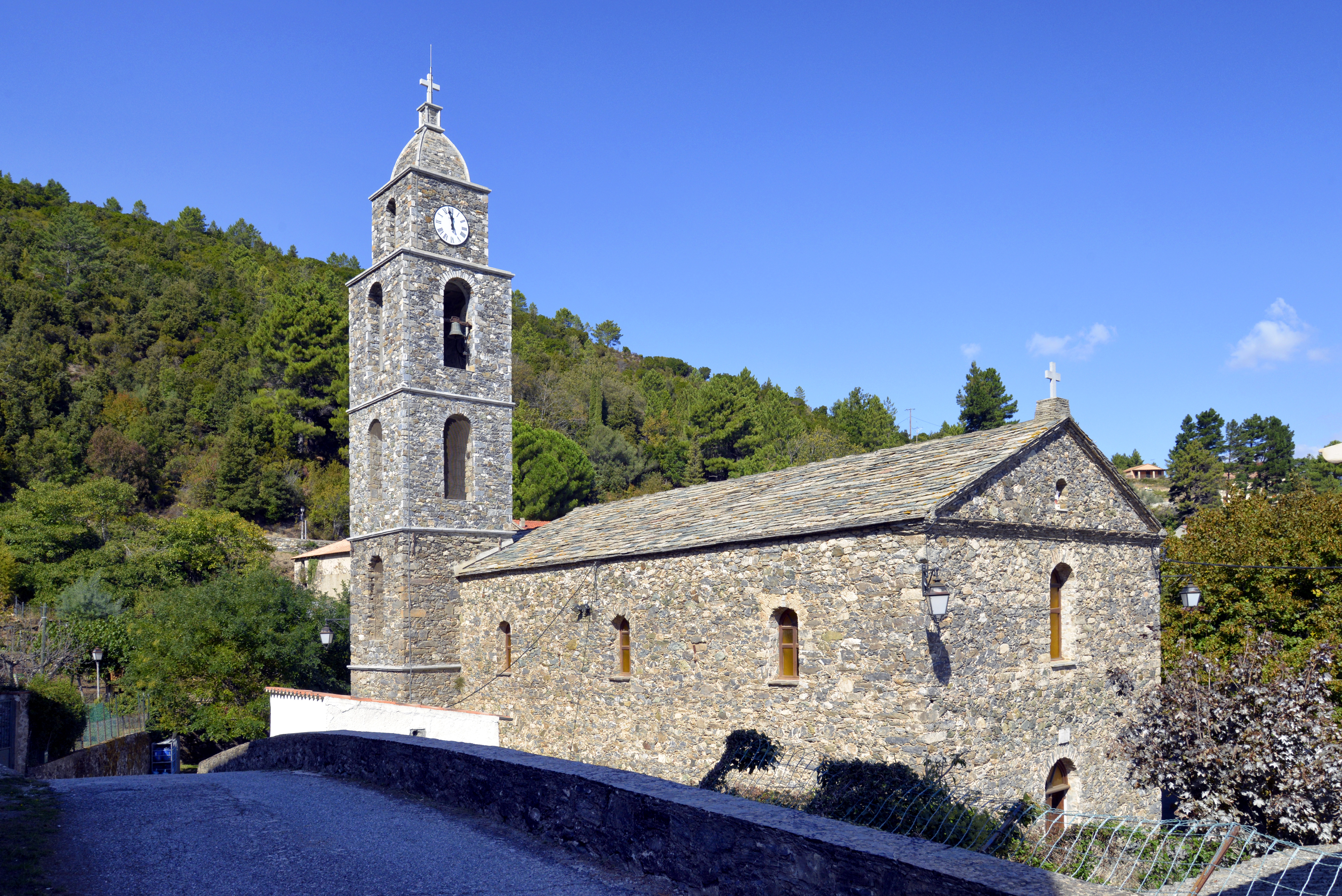
Façade méridionale.
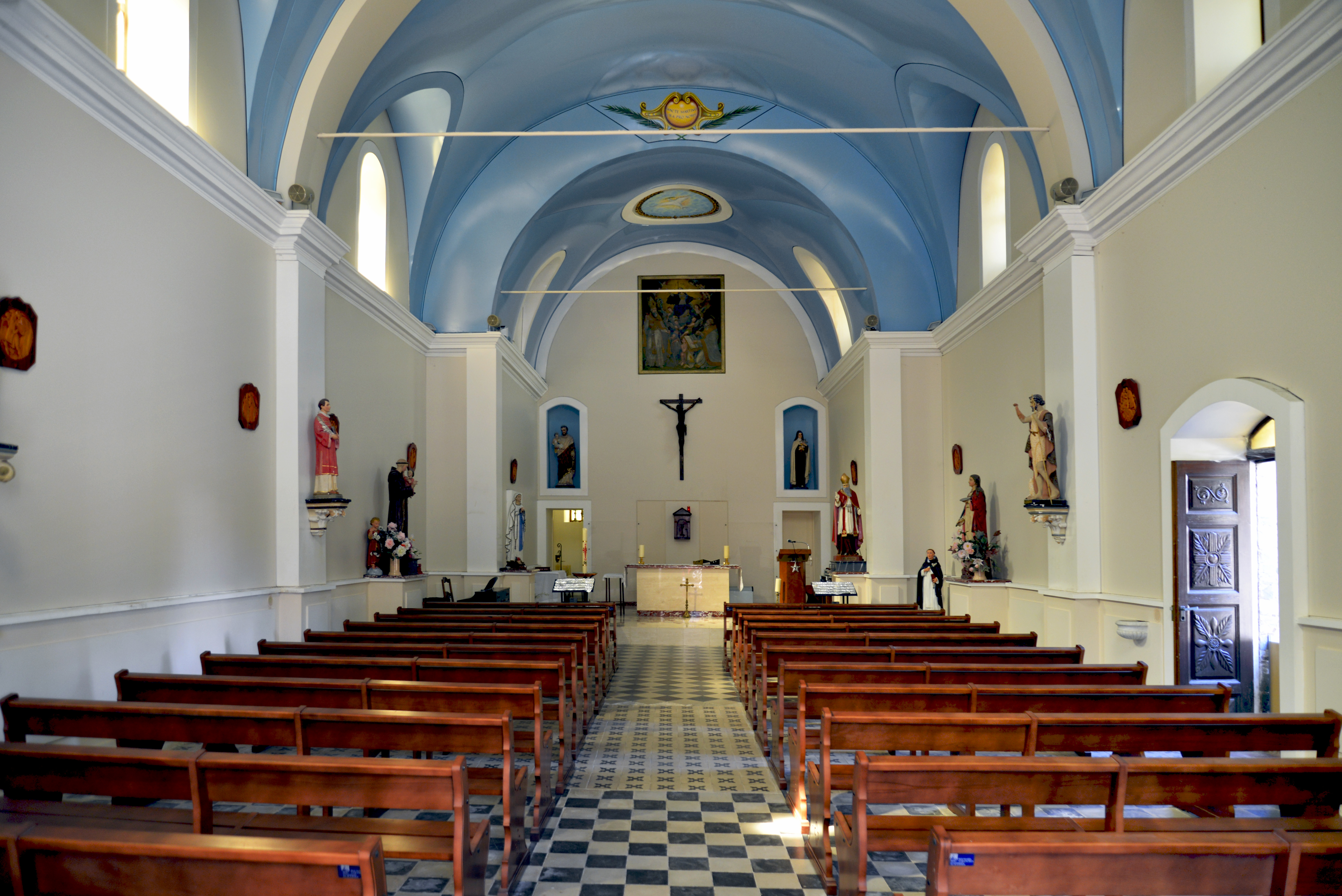
Intérieur de l'église.
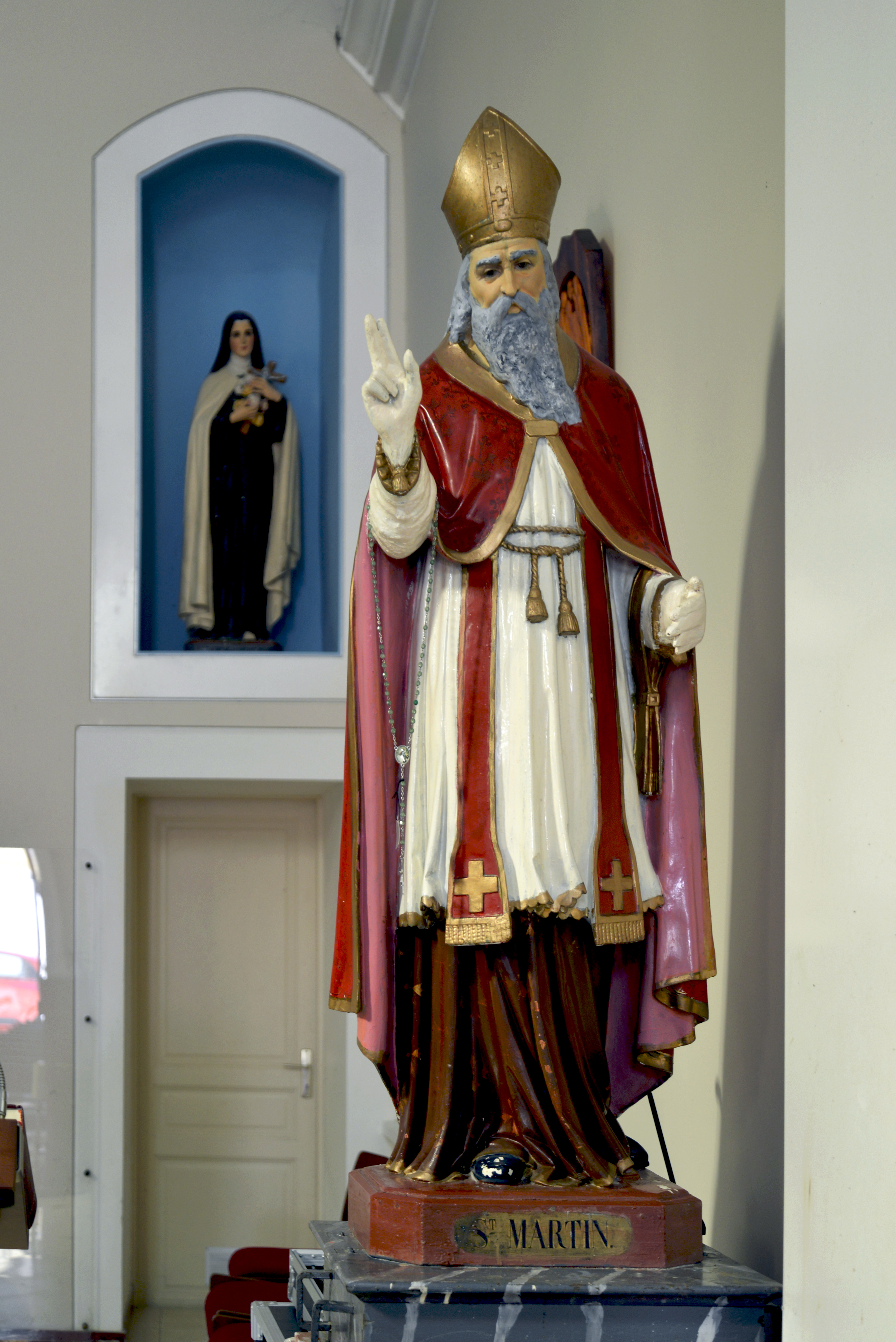
Statue de saint Martin de Tours.

### Patrimoine naturel

#### ZNIEFF
La commune est concernée par une zone naturelle d'intérêt écologique, faunistique et floristique de 2e génération :
Forêt de Rospa-Sorba

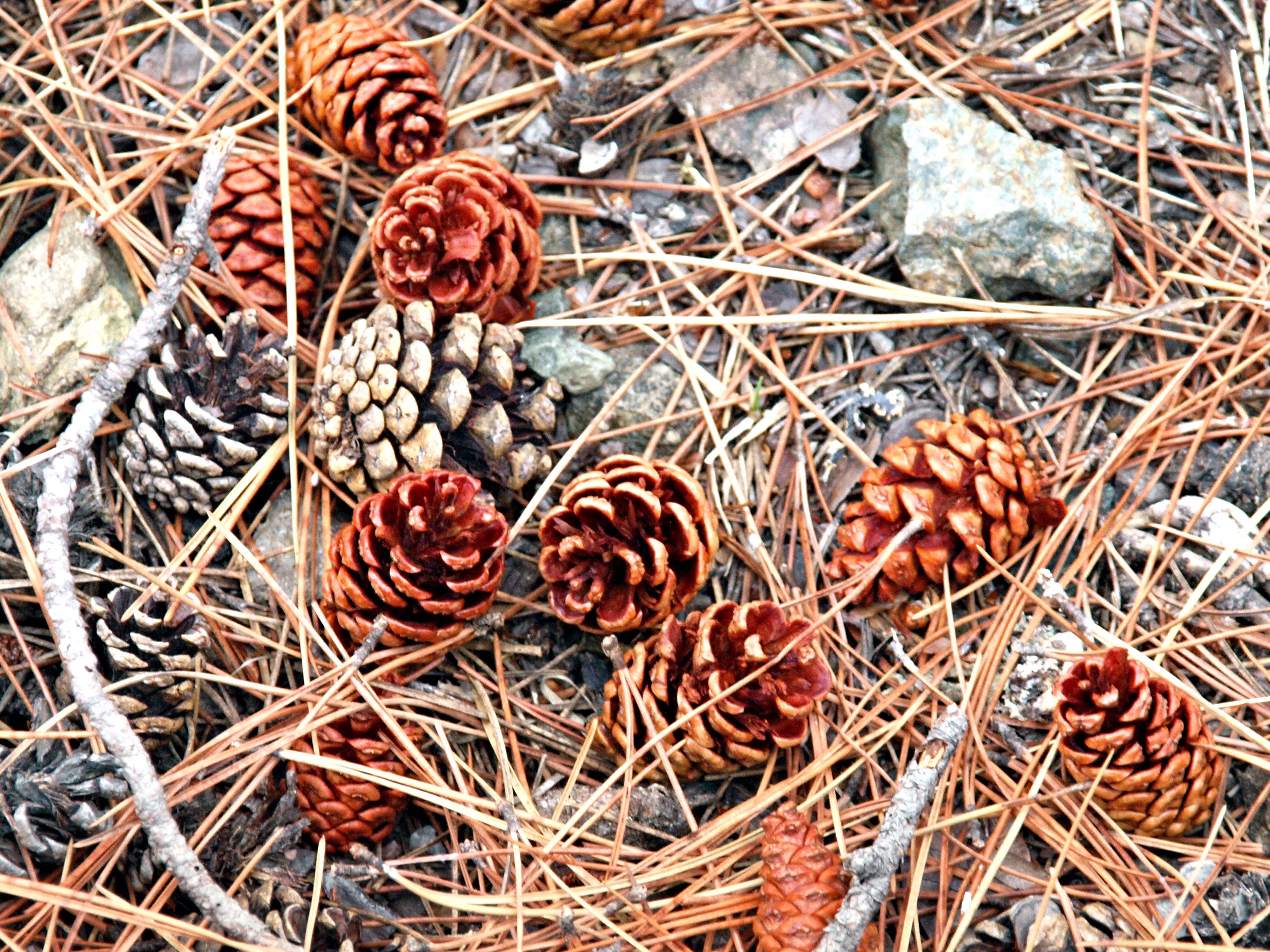
Pommes de pin laricio.

La zone d'une superficie de 3 068 ha située à l'est de Vivario, couvrent les hauteurs de six communes : Muracciole, Noceta, Pietroso, Rospigliani, Vezzani et Vivario.
Ce vaste massif forestier occupe les versants nord-est et nord-ouest d'une petite chaîne montagneuse se présentant sous l'aspect d'un "V" renversé.
L'essence principale est le pin laricio, avec un sous-bois de bruyère arborescente. Est également présent le pin maritime en mélange aux altitudes inférieures et sur les versants les mieux exposés. Le chêne vert couvre des secteurs rocheux. Dans le fond des vallons se développe l'aulne glutineux.

#### Natura 2000
Zone de Protection Spéciale (Dir. Oiseaux)
Forêts territoriales de Corse
La ZPS « Forêts territoriales de Corse », site de la directive "Oiseaux" Natura 2000, couvre une superficie de 13 223 ha. Elle est inscrite à l'INPN sous la fiche FR9410113 - Forêts territoriales de Corse.

### Personnalités liées à la commune
- Dolinde Luciani (Rospigliani 11 janvier 1913 -  Ajaccio 7 janvier 2016), Juste parmi les Nations[21].
- Jean-Baptiste Pierazzi, originaire de Rospigliani. Footballeur, a joué en Ligue 1 avec le club d'Ajaccio.
- Titus Guerrini (Rospigliani 2 novembre 1920 - † Boofzheim 1er décembre 1944), « Gradé d'une bravoure et d'un calme au feu incomparable ».